# Station Stedum

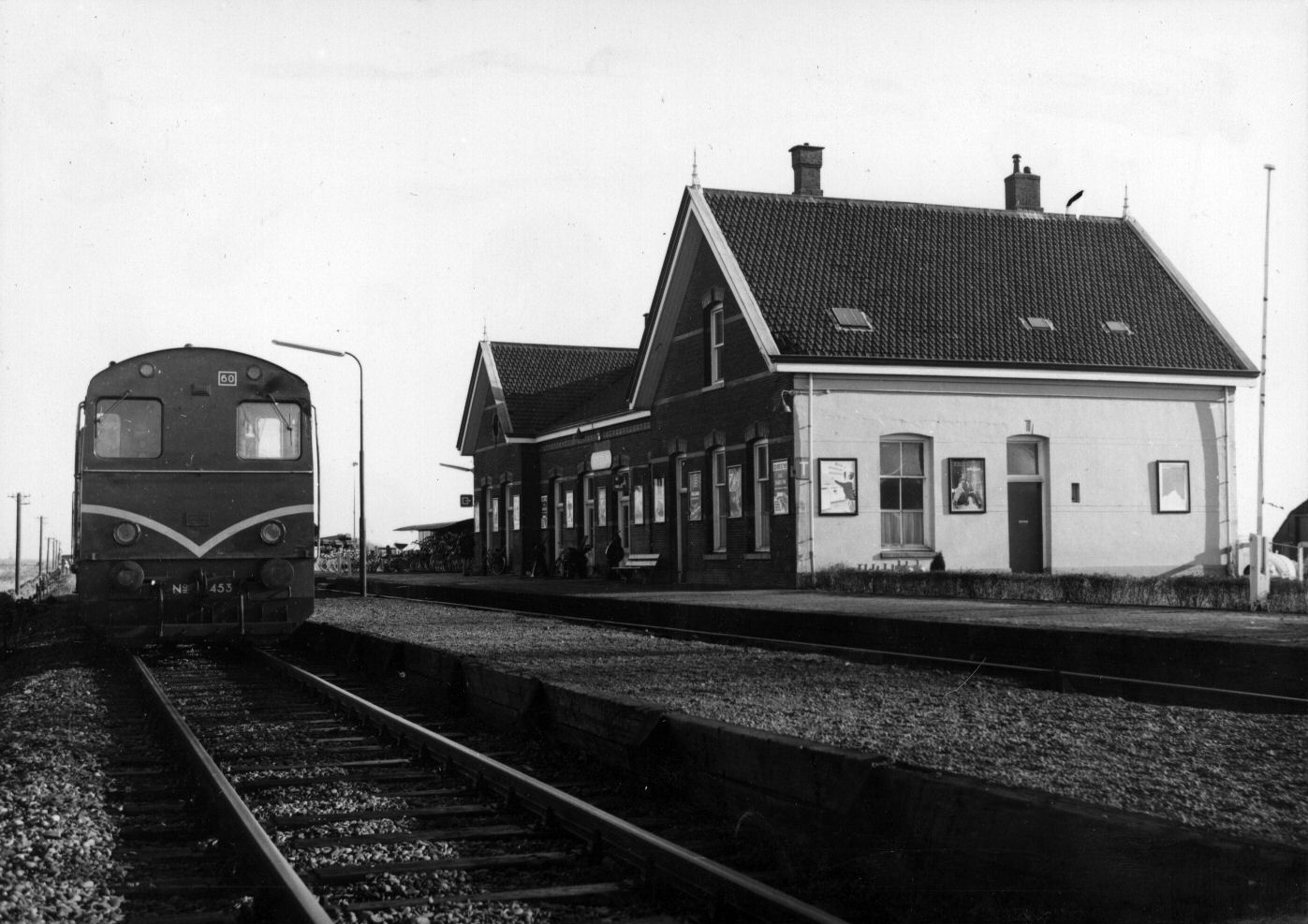
Station Stedum in 1970

Station Stedum is het spoorwegstation in het Groningse Stedum aan de spoorlijn Groningen - Delfzijl. Het station werd geopend op 15 juni 1884.
De lijn Groningen – Delfzijl werd aangelegd door het Staatsspoor. De stations langs de lijn waren van een nieuw type dat voor deze lijn, en voor de in dezelfde periode geopende spoorlijn Leeuwarden - Stavoren, werd ontwikkeld. Dit type is vernoemd naar Loppersum. Het station in Stedum werd in 1973 gesloopt en vervangen door een abri. Aan de Stationsweg 62 staat het voormalige stationskoffiehuis, dat nu een woonhuis is.

## Verbindingen
| Serie      | Treinsoort         | Route                                               | Bijzonderheden |
| ---------- | ------------------ | --------------------------------------------------- | --- |
| 37700 RS 5 | Stoptrein (Arriva) | Groningen – Stedum – Delfzijl                       | Rijdt alleen op zondag. |
| 37800 RS 7 | Stoptrein (Arriva) | Delfzijl – Stedum – Groningen – Zuidbroek – Veendam | Op zondag wordt één keer per uur gereden tussen Groningen en Veendam. Tussen Delfzijl en Groningen rijdt dan stoptrein 37700. |

## Afbeeldingen

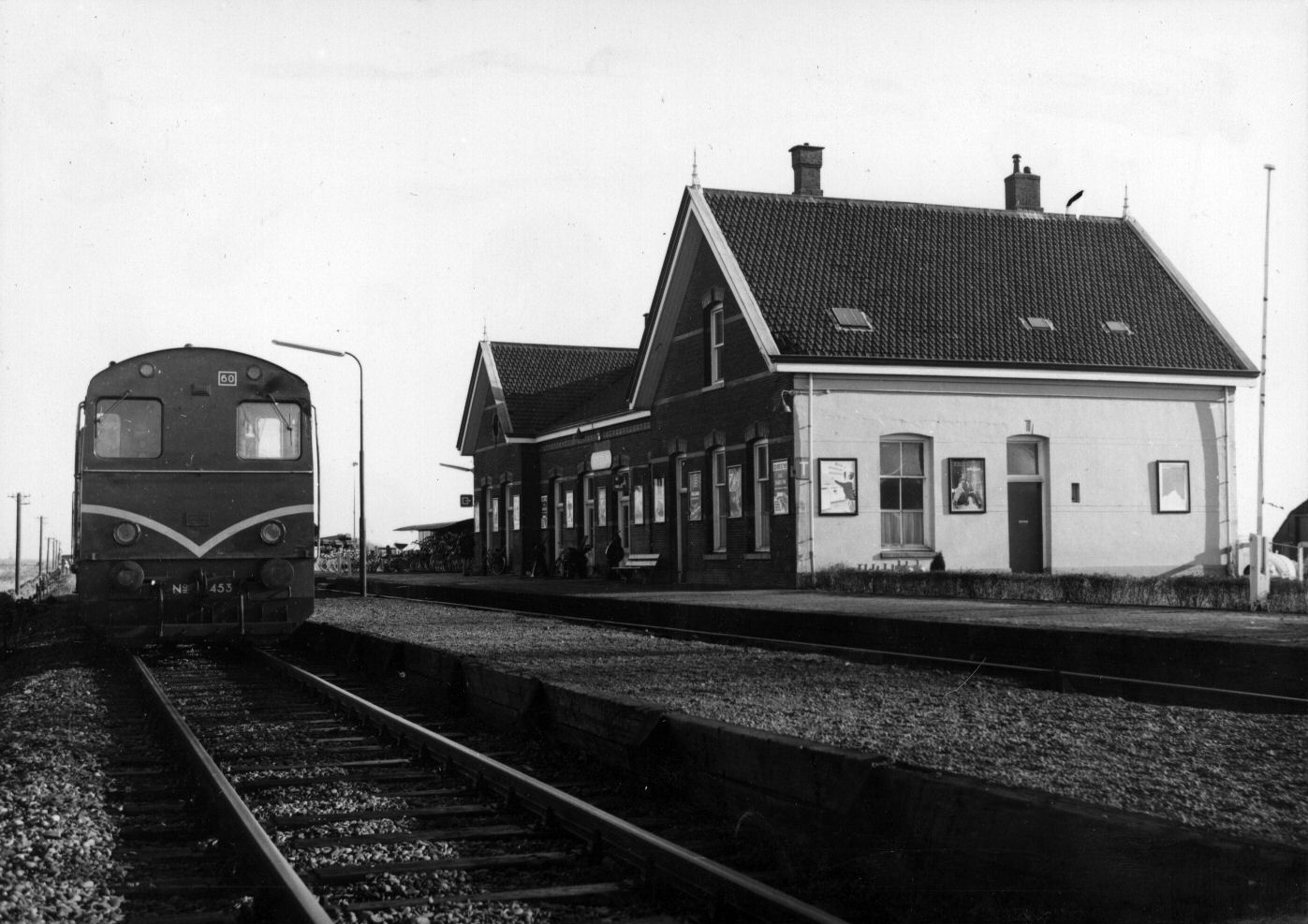
Locomotief op het station (1970)
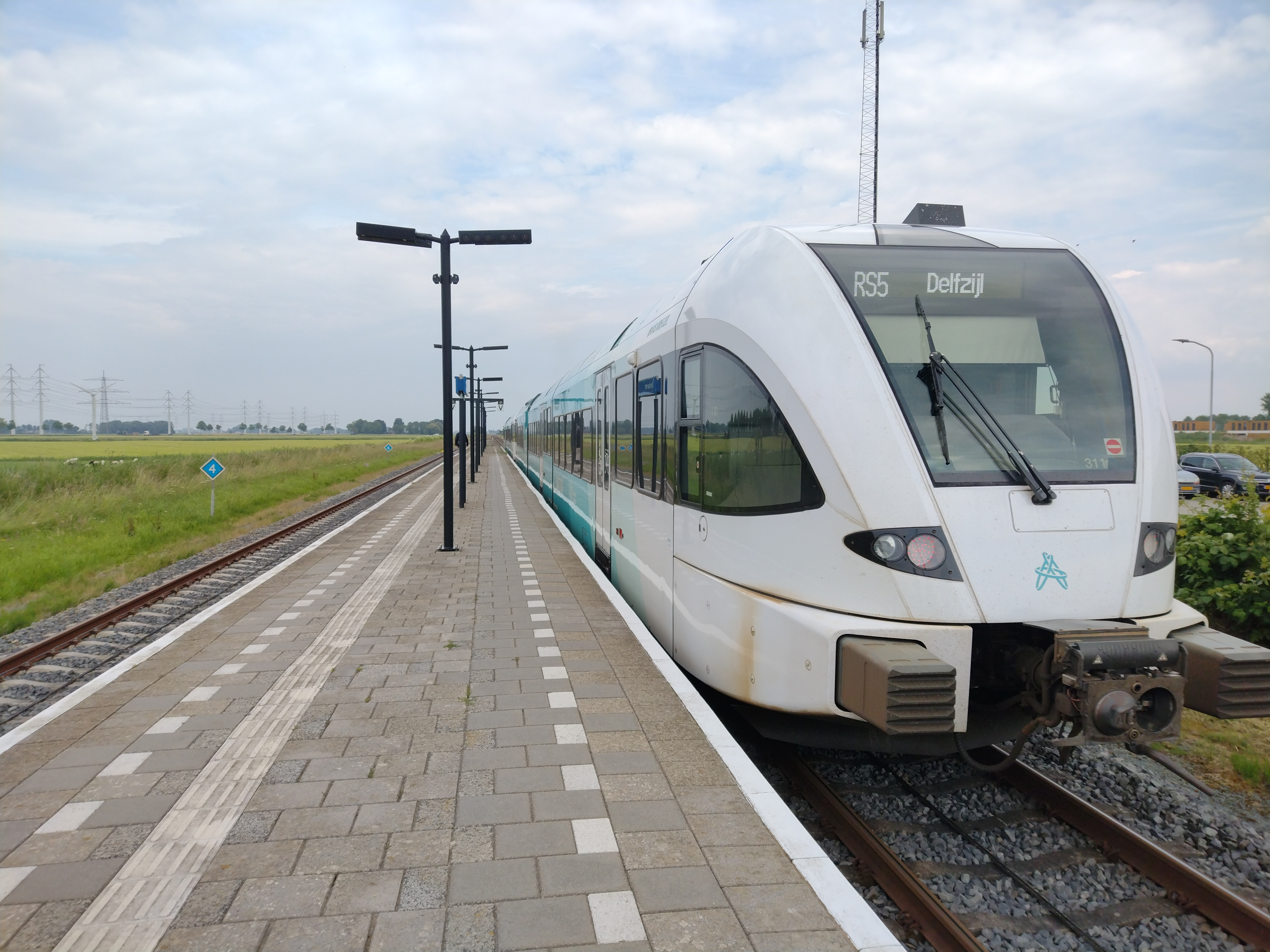
Arriva GTW op het station
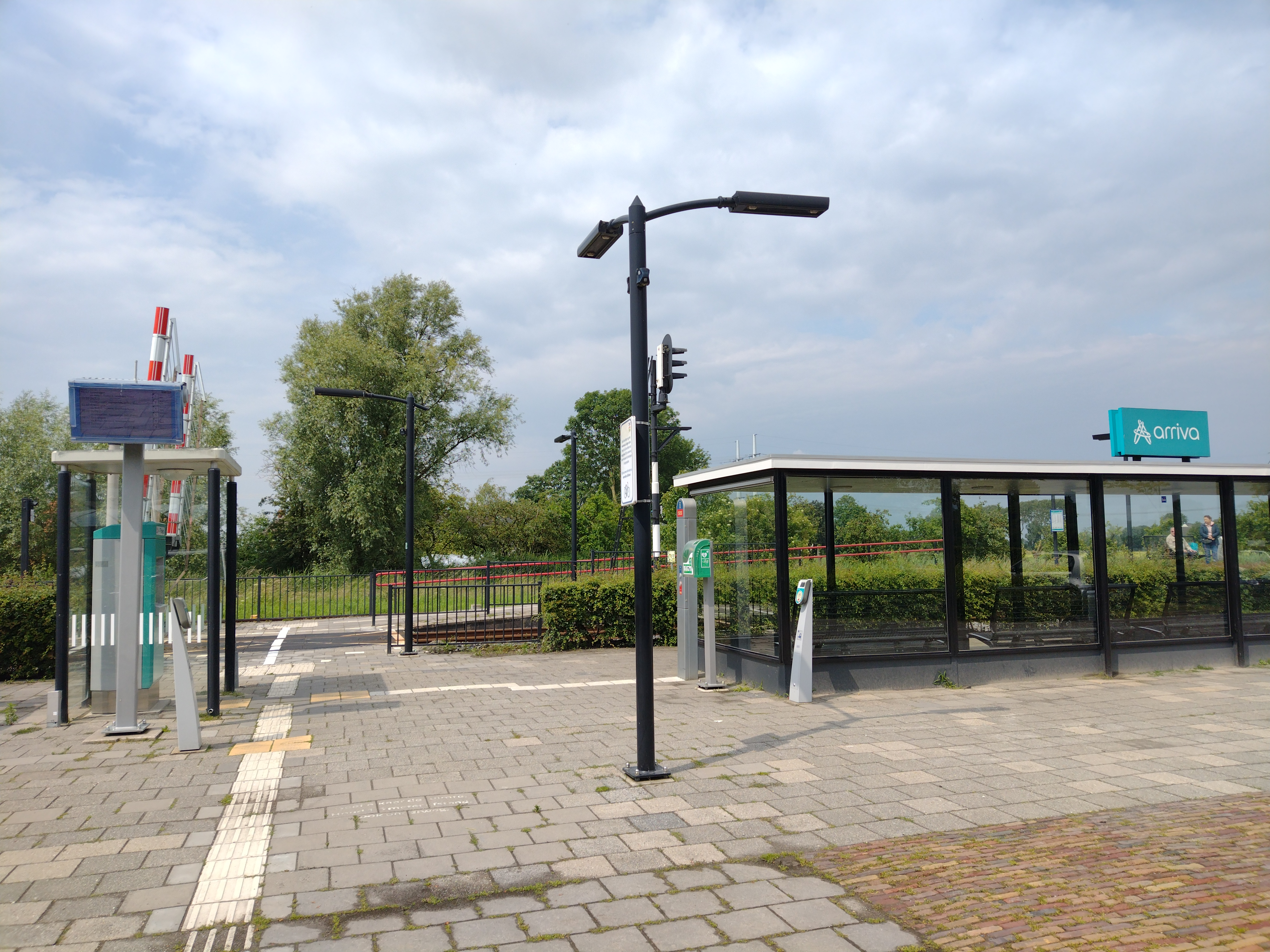
Het station in 2024

0,0: Groningen ·
Kostverloren ·
3,9: Groningen Noord ·
Adorp ·
10,9: Sauwerd ·
Wolddijk ·
15,1: Bedum ·
18: Middelstum ·
21,9: Stedum ·
25,9: Loppersum ·
Eenum ·
Oosterwijtwerd ·
Tjamsweer ·
33,6: Appingedam ·
36: Uitwierde ·
36,3: Delfzijl West ·
37,9: Delfzijl
Appingedam · 
Bad Nieuweschans ·
Baflo · 
Bedum · 
Delfzijl · 
-West · 
Eemshaven ·
Grijpskerk · 
Groningen · 
-Europapark ·
-Noord ·
Haren · 
Hoogezand-Sappemeer · 
Kropswolde · 
Loppersum · 
Martenshoek · 
Roodeschool · 
Sauwerd · 
Scheemda · 
Stedum · 
Uithuizen · 
Uithuizermeeden · 
Usquert · 
Veendam · 
Warffum · 
Winschoten · 
Winsum · 
Zuidbroek · 
Zuidhorn
Voormalige stations: zie de lijst van voormalige spoorwegstations in Groningen